# Cortes de Valladolid de 1351

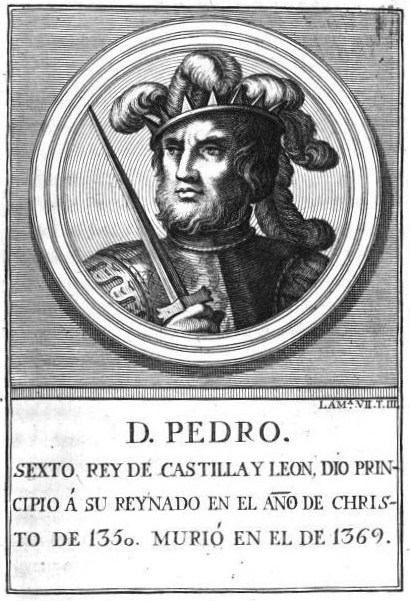
Retrato del rey Pedro I del libro Retratos de los reyes de España de 1788

En otoño del año 1351 se convocaron en la ciudad de Valladolid las Cortes de Castilla, siendo las primeras convocadas bajo el reinado de Pedro I. Se desarrollaron en el contexto histórico de guerra de los Cien Años. El rey asistió a ellas a mediados de marzo de 1351, y las sesiones concluyeron en la primavera de dicho año.

## Las Sesiones
Juan Alfonso de Albuquerque, Canciller mayor de Castilla (1350-1353), fue el miembro más destacado e influyente al comienzo de las sesiones.
De entre los temas tratados destacan las medidas adoptadas para proteger el comercio con Flandes, así como el modo de organizar la persecución de malhechores. Para intentar paliar los efectos de la  Crisis de la Edad Media en España se aplican controles tanto sobre precios como sobre salarios. La concordia lograda en estas Cortes fue la obra más sólida del reinado de Pedro I, lo que supuso un gran éxito personal de su valido.
Concurrieron por separado a esta asamblea tres estamentos: hidalgos, prelados y menestrales. Tal circunstancia dio lugar a la existencia de cuadernos distintos.

"...Porque en estas cortes que yo agora fice en Valladolid, los prelados de la mi tierra que aquí conmigo son e que yo mande llamar a las dichas cortes, me ficieron algunas peticiones..."

"...Porque de estas cortes que yo agora fiz en Valldolit, el infante de Aragón, marqués de Tortosa, mio primo, adelantado mayor de la frontera e los ricos-hombres e caballeros e fijos-dalgo de la mi tierra que hi eran conmigo e que yo mande llamar a las dichas cortes, me ficieron algunas peticiones...."
Francisco Martínez Marina

Fernán Ruiz de Castro recibe el nombramiento de Mayordomo Mayor del Rei y Alférez Mayor.
Garci Lasso de la Vega III El Joven Chanciller Mayor, Adelantado Mayor de Castilla y Merino Mayor de Castilla.

### Ordenamiento de Menestrales
El 2 de octubre de 1351 las Cortes sancionaron un Ordenamiento de menestrales, que tenía por objeto intentar paliar la escasez de mano de obra, consecuencia de la Peste Negra. La enfermedad había asolado el continente y había llegado a causar la muerte del rey Alfonso XI, apodado El Justiciero. En el Ordenamiento se condenaba la vagancia, se prohibía la mendicidad, se tasaban jornales y salarios, y se regulaba la jornada laboral para cada estación del año. Como contrapartida, quedaban tasados artículos y productos.
La epidemia, que alcanzó un punto máximo entre 1347 y 1353, fue atribuida al pueblo judío y fue la causa de su expulsión del Reino de Francia en 1390 tras sufrir vejaciones. No sucedió lo mismo en Castilla, donde dependían directamente del rey, que los protegía.